# Рубидийгептагаллий
Рубидийгептагаллий — бинарное неорганическое соединение, интерметаллид
рубидия и галлия
с формулой Ga7Rb,
кристаллы.

## Получение
- Сплавление стехиометрических количеств чистых веществ:

{\displaystyle {\mathsf {Rb+7Ga\ {\xrightarrow {354^{o}C}}\ Ga_{7}Rb}}}

## Физические свойства
Рубидийгептагаллий образует кристаллы
тригональной сингонии,
пространственная группа R 3m,
параметры ячейки a = 0,6600 нм, c = 2,8563 нм, Z = 6,
структура типа гептагаллийцезия CsGa7
.
Соединение образуется по перитектической реакции при температуре 354 °C.